# Колеул
Колеу́л (рос. Колеул) — село у складі Маріїнського округу Кемеровської області, Росія.

## Населення
Населення — 330 осіб (2010; 430 у 2002).
Національний склад (станом на 2002 рік):
- росіяни — 97 %